# آلونزو جی. ادگرتون
آلونزو جی. ادگرتون (به انگلیسی: Alonzo J. Edgerton) سناتور سابق عضو حزب جمهوری‌خواه ایالات متحده آمریکا بود. وی در سال 1881 میلادی سناتور ایالت مینه‌سوتا در سنای ایالات متحده آمریکا بود.